# 3109 Machin
3109 Machin (1974 DC) là một tiểu hành tinh vành đai chính được phát hiện ngày 19 tháng 2 năm 1974 bởi L. Kohoutek ở Bergedorf.